# Krempna (gmina)
Pour la localité, voir Krempna.
Krempna [ˈkrɛmpna] (en ukrainien : Крампна, Krampna) est une commune rurale de la Voïvodie des Basses-Carpates et du powiat de Jasło. Elle s'étend sur 203,6 km2 et comptait 1 970 habitants en 2010.
Elle se situe à environ 26 kilomètres au sud de Jasło et à 68 kilomètres au sud-ouest de Rzeszów, la capitale régionale.